# Tectaria moussetii
Tectaria moussetii är en ormbunkeart som beskrevs av Holtt. Tectaria moussetii ingår i släktet Tectaria och familjen Tectariaceae. Inga underarter finns listade.